# Itterajivit
Itterajivit, también conocido como Ittaajimmiut, Igterajivit o Kap Hope, es un asentamiento deshabitado en la municipalidad de  Sermersooq, en el este de Groenlandia. Fue evacuado a finales de 2005 y desde entonces sus casas sólo son utilizadas por los vecinos de Ittoqqortoormiit como refugio de caza u otros fines similares. Itterajivit se localiza a 14 kilómetros (9 mi) al oeste de la ciudad de Ittoqqortoormiit, a través de la bahía de Rosenvinge.